# Dalbergia ajudana
Dalbergia ajudana är en ärtväxtart som beskrevs av Hermann August Theodor Harms. Dalbergia ajudana ingår i släktet Dalbergia, och familjen ärtväxter. Inga underarter finns listade i Catalogue of Life.